# ロビン・ライテル
ロビン・ライテル（Robbin Ruiter、1987年3月25日 - ）は、オランダ・アムステルダム出身の元サッカー選手。現役時代のポジションはゴールキーパー。

## 経歴
2017年8月2日、サンダーランドAFCのトライアルを受け、2年契約を結んだ。1年目はリーグ戦20試合に出場したが、2年目は出場機会が激減した。
2019年6月、PSVアイントホーフェンにフリーで加入した。
2020年7月30日、ヴィレムIIに2年契約で移籍した。
2022年7月23日、SCカンブールに加入した。